# Marynika Woroszylska-Sapieha
Marynika Woroszylska-Sapieha (ur. 1954) – członkini rady nadzorczej Banku Zachodniego WBK S.A., Rady Programowej Vital Voices – międzynarodowej organizacji pozarządowej, wspierającej rozwijanie potencjału przywódczego kobiet oraz szerzenie idei mentoringu, a także klubu INSEAD Alumni. W latach 2005–2015 prezes zarządu oraz dyrektor generalny Grupy Sanofi w Polsce. Przewodnicząca rady nadzorczej Związku Pracodawców Innowacyjnych Firm Farmaceutycznych "Infarma" w latach 2014-2015.

## Życiorys
Marynika Woroszylska-Sapieha jest absolwentką Warszawskiego Uniwersytetu Medycznego oraz International Executive Programme INSEAD w Fontainebleau. Posiada kilkunastoletnie doświadczenie zdobyte w pracy dla Instytutu Kardiologii w Aninie w zespole, który jako pierwszy w Polsce wprowadził wiele pionierskich technik w kardiologii interwencyjnej. Przez wiele lat była jedną z nielicznych kobiet zarówno w Polsce, jak i za granicą, specjalizujących się w tej dziedzinie.
W 1994 roku rozpoczęła karierę zawodową w przemyśle farmaceutycznym. Od 1997 roku związana z Grupą Sanofi. Od lipca 2003 do grudnia 2004 była dyrektorem generalnym Sanofi-Synthelabo w Polsce. Po powołaniu do życia Grupy Sanofi-Aventis w wyniku fuzji Sanofi-Synthelabo i Aventis Pharma, w styczniu 2005 roku objęła funkcję Prezesa Zarządu oraz Dyrektora Generalnego Grupy Sanofi w Polsce, którą pełniła do końca 2015 roku.
W latach 2005–2012 była członkiem zarządu Stowarzyszenia Przedstawicieli Firm Farmaceutycznych (polski oddział EFPIA), a następnie, po zmianie statutu – członkiem zarządu Infarmy – Związku Pracodawców Innowacyjnych Firm Farmaceutycznych, w którym odpowiadała m.in. za promowanie i popularyzowanie kodeksu etyki, dyrektywy przejrzystości, ochrony praw intelektualnych oraz innowacyjności w Polsce. W latach 2012–2014 pełniła funkcję Prezesa Zarządu Infarmy, a od 2014 do końca 2015 roku przewodniczyła radzie nadzorczej tej organizacji.
Członek rady nadzorczej Banku Zachodniego WBK S.A, Rady Programowej Vital Voices – międzynarodowej organizacji pozarządowej, wspierającej rozwijanie potencjału przywódczego kobiet oraz szerzenie idei mentoringu, a także klubu INSEAD Alumni. 
W 2014 r. Marynika Woroszylska-Sapieha znalazła się na "Liście stu najbardziej wpływowych osób w ochronie zdrowia" według Pulsu Medycyny, zaś w 2015 roku znalazła się na 7. miejscu listy „100 Kobiet Biznesu 2015”, przygotowywanej corocznie przez redakcję dziennika Puls Biznesu.

## Odznaczenia
Order Kawalera Legii Honorowej – przyznany przez rząd Francji w 2008 roku za zasługi w umacnianiu współpracy pomiędzy Polską i Francją w dziedzinie promocji nauki, innowacji, kultury i pomocy potrzebującym.